# Ouest-France
Cet article concerne le quotidien Ouest-France. Pour la chaîne de télévision du groupe SIPA Ouest-France, voir Novo 19.
Ouest-France est un quotidien régional français, édité à Rennes et vendu dans les régions de l'Ouest de la France ainsi qu'à Paris. Il est édité par le groupe SIPA Ouest-France, propriété de l'Association pour le soutien des principes de la démocratie humaniste (ASPDH), contrôlée par la famille Hutin.
En 2022, sa diffusion se porte à 635 000 exemplaires,, avec 2,3 millions de lecteurs ; ce qui en ferait le premier quotidien francophone au monde.

## Historique

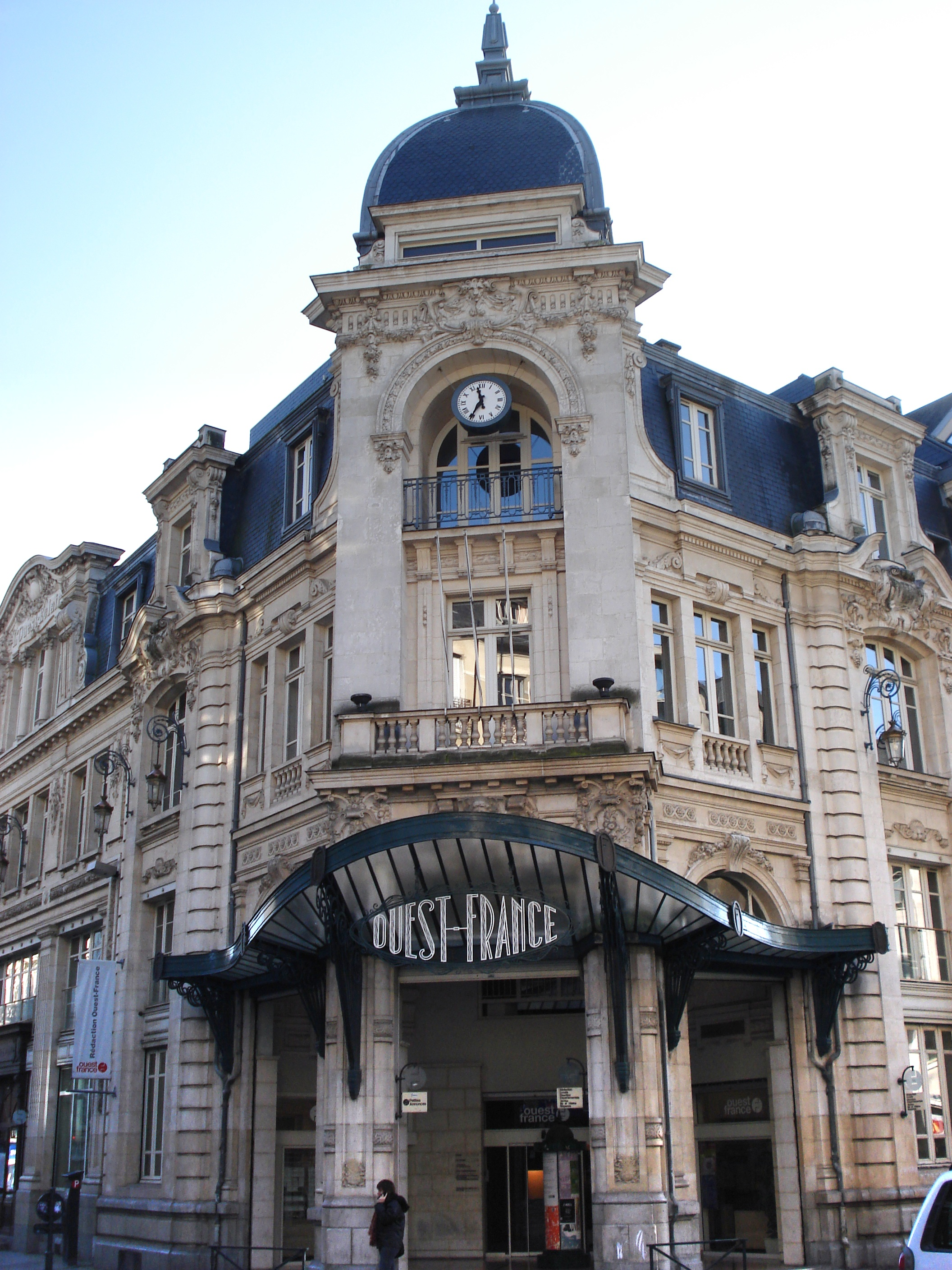
La rédaction du Pré-Botté à Rennes, ancien siège du journal.

Ouest-France paraît pour la première fois le lundi 7 août 1944, prenant la suite de L'Ouest-Éclair, journal créé le 2 août 1899, interdit de parution à la Libération pour collaboration. Il est fondé par Paul Hutin-Desgrées avec son beau-frère François Desgrées du Loû, qui bénéficient du soutien de leaders démocrates-chrétiens comme Georges Bidault, Pierre-Henri Teitgen et Francisque Gay. Son premier numéro a pour titre « Rennes accueille avec enthousiasme les libérateurs » avec une photo du général de Gaulle.
À partir de novembre 1948, il fait face à Ouest-Matin, lancé par Henri Denis, chrétien de gauche et professeur d'économie à Rennes, dans les cinq départements de la Bretagne historique, dans l'espoir d'en faire un « grand quotidien régional d'information et de défense républicaine », avec le soutien du groupe de presse communiste de l'Union française de l'information, qui a cessé de paraître sous forme quotidienne en 1956.
Implanté à l'origine dans le centre-ville de Rennes (rue du Pré-Botté), Ouest-France déménage son siège, sa rédaction, son administration et son imprimerie en août 1972 à Chantepie, dans la banlieue de Rennes (rue du Breil). Il dispose depuis 1993 d'un second centre d'impression à La Chevrolière, à une vingtaine de kilomètres au sud de Nantes.
Le journal délaisse progressivement le plomb pour passer à l'impression en offset à partir de 1978. Sa première photo en couleur est publiée en juillet 1980.

### Évolutions récentes
En avril 1990, l'Association pour le soutien des principes de la démocratie humaniste est fondée, qui détient à 99,91 % le Groupe SIPA Ouest-France.
En juin 1990, Ouest-France édicte sa propre charte de l'information dans laquelle le journal rappelle les valeurs humanistes auxquelles il aime se référer et qui mentionne les règles que ses journalistes sont appelés à respecter : honnêteté intellectuelle, prudence d'écriture et respect des personnes. Cette charte est intitulée « Dire sans nuire, montrer sans choquer, dénoncer sans condamner, témoigner sans agresser ».
Depuis décembre 1997, il paraît le dimanche, en format tabloïd, sous le titre Dimanche Ouest-France (21 éditions). Cette parution dominicale au prix de 1,30 euro est divisée en trois cahiers : « Actualités », « Magazine » et « Sports ». Elle est diffusée en 2017 à 364 310 exemplaires, conquérant ainsi la première place parmi les journaux paraissant le dimanche[réf. nécessaire].
Le 20 000e numéro paraît le vendredi 4 juin 2010, présentant dix-huit unes représentatives de l'histoire du journal.
En 2011, une rotative Nohab est arrêtée. Des éléments d'impression de cette rotative sont transférés sur les cinq autres rotatives de Chantepie et à l'imprimerie de Nantes. En 2012, démontage de la rotative 6 Nohab à Chantepie, la tour couleur Wifag est remontée sur la rotative 7 à La Chevrolière.
Réaménagement du plateau pour la mise en place d'une rédaction papier.web.
Parallèlement à l'édition papier, Ouest-France développe un journal en ligne, sur ouest-france.fr ; ouestfrance.entreprises.fr ; jactiv.ouestfrance.fr ; lemarin.fr ; infomer.fr ; ouestfrance-auto.com ; ouestfrance-immo.com ; ouestfrance-emploi.com ; ouestfrance-affaires.com ; ouestmarches.com ; ouestbateaux.com ; vacancesalouest.com ; maville.com ; ouestfrance-ecole.com ; infolocale.fr ; meilleurenclasse.com ; et le service « Dans nos cœurs »[réf. nécessaire].
En 2013, l'automatisation des expéditions est mise en place, jusqu'au chargement des camions. Ouest-France est disponible sur smartphone, sur tablette et sur Ipad. L'édition du soir, journal exclusivement numérique, est lancée[réf. souhaitée].
En 2013-2015, deux nouvelles rotatives sont acquises, les KBA Commander CL en configuration 4/1, avec une capacité d'impression de 90 000 exemplaires par heure contre 60 000 pour une rotative Nohab. Et un robot transtockeur dont le rôle sera de distribuer les bobines sur les deux nouvelles rotatives, la mise en service commence à l'automne 2014. Trois anciennes rotatives Nohab seront arrêtées.
Fin 2015, confronté à la prochaine réunification de la Normandie, Ouest-France lance une édition en Haute-Normandie, sortant ainsi pour la première fois de sa zone d'évolution historique. Cette édition intitulée « Normandie » est éditée en version numérique payante et en version papier. Cette offensive est réalisée sans création de rédactions locales ni de postes ; l'actualité étant couverte par des reporters régionaux basés à Caen, et avec le concours de pigistes locaux. La nouvelle édition, sortie le 2 décembre sur 22 pages, est imprimée à Cherbourg-Octeville par La Presse de la Manche, et tirée « entre 3 000 et 5 000 exemplaires ». Elle n'offre pas d'informations de proximité, seule l'information internationale, nationale et régionale y trouve place. Elle sera disponible dans 120 points de vente.
Le 28 octobre 2016, François Régis Hutin annonce qu'il quitte ses fonctions opérationnelles pour se consacrer à l'éditorial. Louis Échelard le remplace comme président du directoire et directeur de la publication, et son gendre Matthieu Fuchs devient vice-président du directoire et directeur général.
Pour tenter de s'implanter au Havre, le quotidien réaménage son édition « Pays d'Auge » en lui rajoutant la mention « Baie de Seine » et en consacrant de 2 à 4 pages quotidiennes au port normand, alimentées par un journaliste détaché et des pigistes. Les ventes ne récompensant pas cet effort, l'édition papier revient à son format originel le 27 juin 2017 et n'est plus vendue localement. Seule une rubrique internet est maintenue.
En septembre 2019, Ouest-France annonce l'acquisition d'Atlantique Presse Information (API), une agence de presse spécialisée dans les informations économiques dans le Grand Ouest. Le service bénéficie d'un nouveau canal de diffusion via WhatsApp depuis février 2024.
Le 27 octobre 2024, date du premier anniversaire du rachat de X (anciennement Twitter) par Elon Musk, Ouest-France n'utilise pas le réseau social et rend la totalité des contenus de son site web libres. Le journal rejoint ainsi l'appel à la "grève du tweet" du collectif constitué autour de Tristan Mendès France, Julien Pain et Rudy Reichstadt, spécialistes de la lutte contre le complotisme,. Cette action vise à lutter contre le manque de "fiabilité et de [...] sécurité du réseau". À la suite de la nomination d'Elon Musk dans l'administration de Donald Trump, le quotidien annonce le 19 novembre 2024 la suspension de ses publications sur X, en faisant le premier journal français à quitter ce réseau social. Parmi les raisons invoquées, « le manque de régulation et de modération de la plateforme », notamment « face à la désinformation, face au harcèlement et face à la violence »,,.

### Rédacteurs en chef
- Yves Le Dantec (1945-1968)
- Eugène Brulé (1968-1986)
- François-Xavier Alix (1986-1991)
- Didier Pillet (1991-2005)
- Jean-Luc Évin (2005-2014)
- François Xavier Lefranc (2014-2023)
- Philippe Boissonnat, Laetitia Greffié, Sébastien Grosmaître (2023-…), Edouard Reis Carona (2023-2024)

## Organisation de l'entreprise

### Groupe SIPA Ouest-France
Ouest-France est au cœur du groupe SIPA Ouest-France qui réunit quatre autres quotidiens, en 2002, 39 hebdomadaires locaux à travers Publihebdos et 155 gratuits via la Spir Communication. Le groupe possède des participations majoritaires dans la publicité à travers la société Précom, les journaux gratuits, l'édition de livres, l'affichage, la radio, la télévision. Le groupe « développe une stratégie commerciale agressive qui a progressivement assuré son hégémonie dans tout l’Ouest de la France », ainsi qu'une politique de diversification et d'intégration qui, selon l'universitaire Cégolène Frisque, « tend à asphyxier et paralyser les journaux et leurs rédacteurs. Devenus monopoles tentaculaires, les titres régionaux ne sont plus considérés comme des titres parmi d’autres pouvant avoir des stratégies éditoriales particulières, ils doivent d’une part assurer une rentabilité toujours plus grande, nécessaire au fonctionnement de l’ensemble du groupe, et ils se donnent d’autre part de plus en plus pour rôle de rendre compte des activités et réalisations des pouvoirs locaux – politiques, économiques, culturels –, voire de les promouvoir »[réf. nécessaire].
Le projet de chaîne de télévision, OFTV, est sélectionné par l'Arcom en juillet 2024, pour commencer à diffuser en septembre 2025 au plus tard,. La chaîne est un projet du groupe SIPA Ouest-France et non du journal Ouest-France.

### Le quotidien

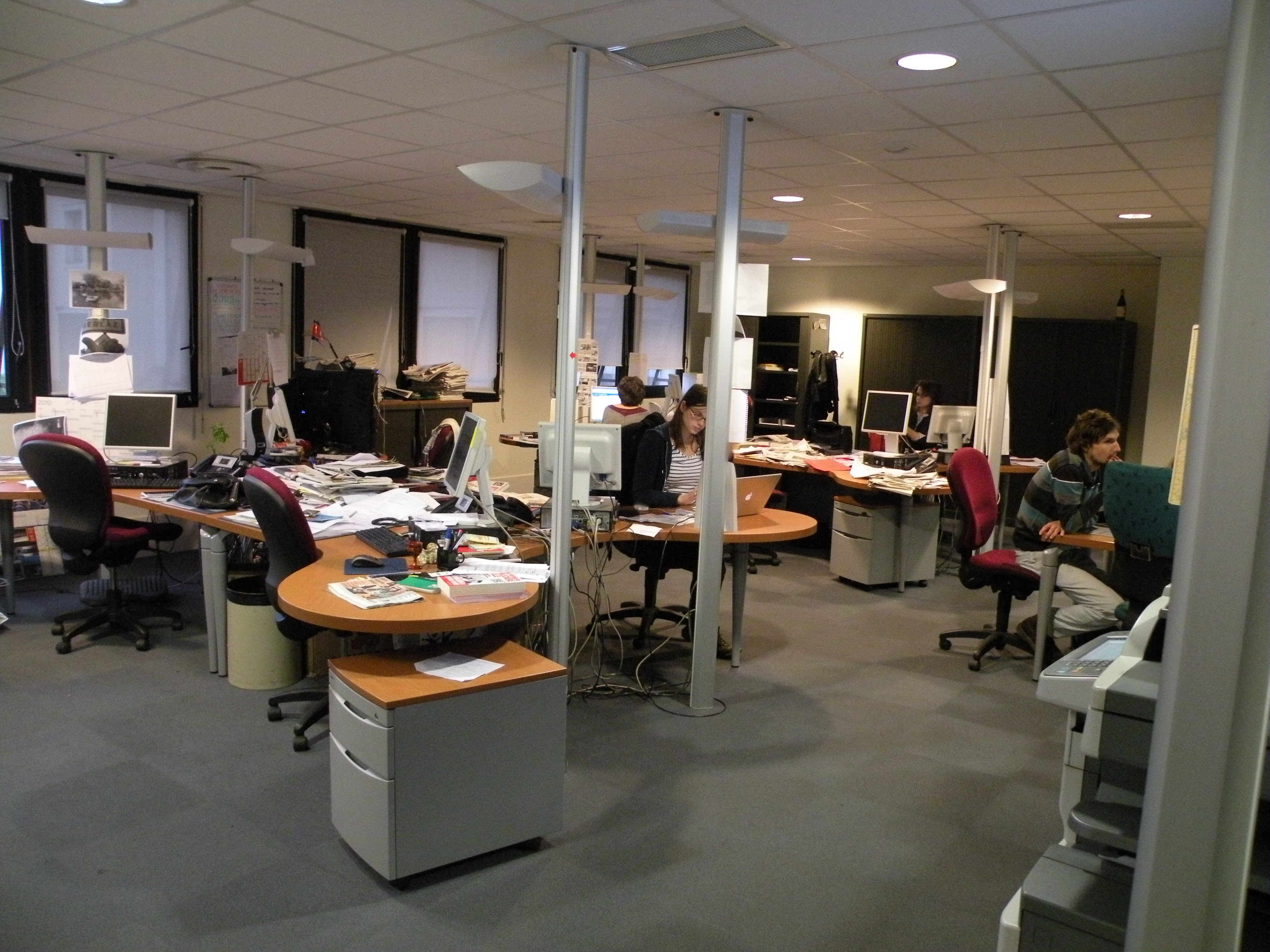
La salle de rédaction locale de Rennes.

Le quotidien emploie 1 506 personnes (CDI inscrits au 31 décembre 2013[réf. nécessaire]), dont 60 % d'hommes et 40 % de femmes. Il y a 576 journalistes professionnels (un tiers de femmes), répartis dans soixante-trois rédactions, dont une à Paris. Plus de 2 400 correspondants locaux complètent un réseau de collecte de l'information particulièrement dense. Le journal est vendu dans 8 800 points de vente, et colporté par 5 300 porteurs à domicile.
Le 1er octobre 2024, Fabrice Bakhouche est nommé directeur général du groupe Sipa Ouest-France. Il succède à Louis Échelard. 
Le président du directoire et directeur de la publication d’Ouest-France est François-Xavier Lefranc. Les autres membres du directoire sont Fabrice Bazard, Maud Lévrier et Olivier Porte. David Guiraud préside le conseil de surveillance.
Ouest-France est parmi les premiers quotidiens français à avoir disposé d'une « société des rédacteurs ». Elle est créée le 15 décembre 1965, après celle du Monde (1951) et celle du Figaro (octobre 1965). Mais elle ne fonctionne que peu de temps. Une nouvelle tentative a lieu à la fin des années 1990, mais elle avorte rapidement faute de pouvoir se faire entendre en tant que telle par la direction.

## Activité, rentabilité, effectif
| Chiffres clés,                         | 2014    | 2015    | 2016    | 2017    | 2018    | 2019    | 2020    | 2021    | 2022    | 2023    |
| -------------------------------------- | ------- | ------- | ------- | ------- | ------- | ------- | ------- | ------- | ------- | ------- |
| Chiffre d'affaires en milliers d'euros | 311 655 | 304 467 | 295 527 | 291 086 | 295 997 | 295 444 | 281 519 | 284 235 | 285 376 | 296 809 |
| Résultat net en milliers d'euros       | 7 976   | 43 757  | 3 842   | 4 660   | 140     | 667     | 2 914   | 83      | −6 413  | −1 047  |
| Effectif moyen annuel                  | 1 524   | 1 461   | 1 442   | nc      | 1 443   | 1 443   | 1 401   | 1 499   | nc      | nc      |

Ouest-France bénéficie, comme la plupart des journaux, de subventions de la part de l'État. En 2019, il reçoit 3 989 248 € de subventions directes.

## Diffusion

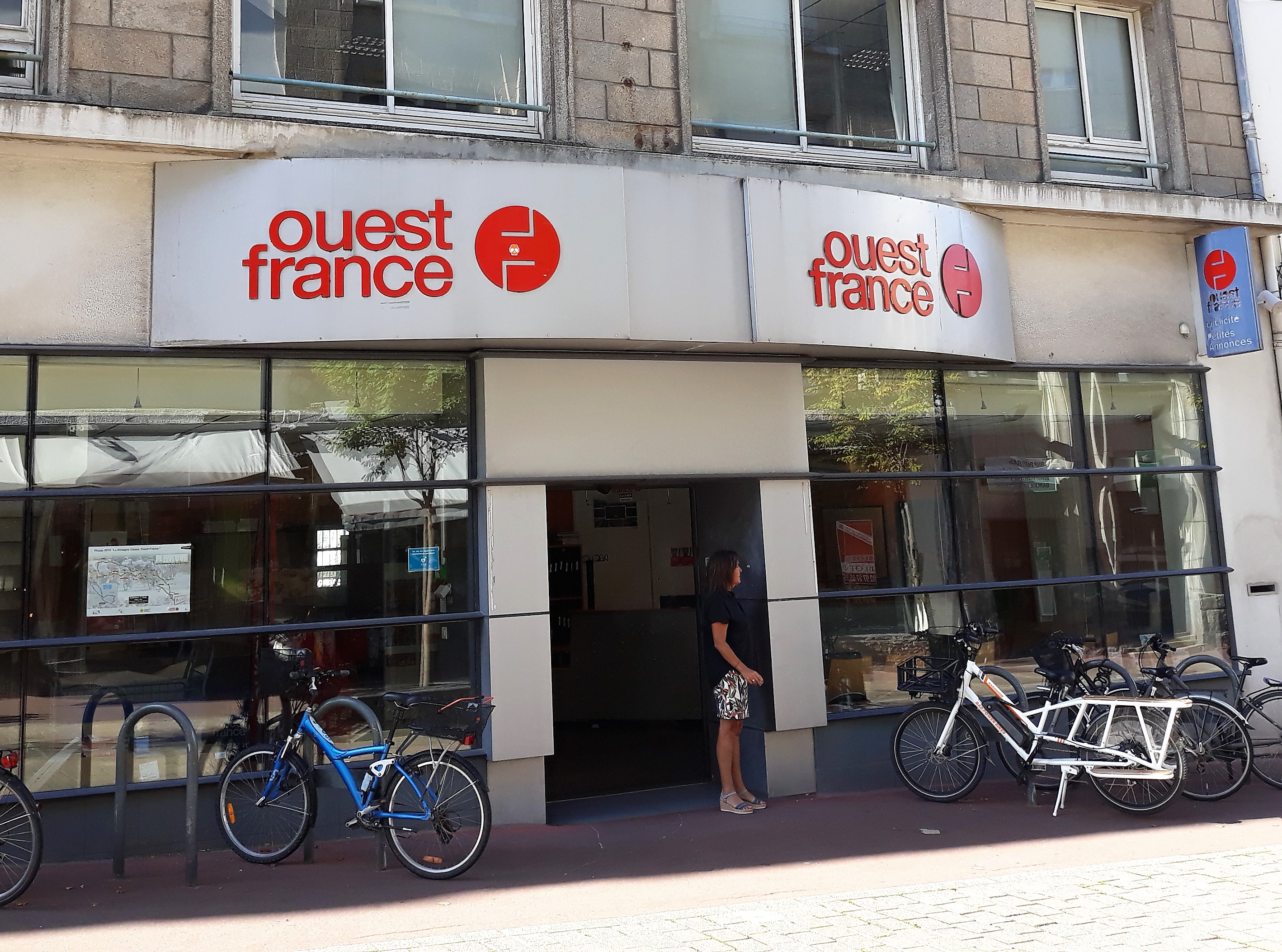
Siège de la rédaction de Lorient.

Ouest-France est le premier quotidien payant français en diffusion, depuis 1975. En 2019, il vend chaque jour environ 635 000 exemplaires, ce qui le place loin devant ses concurrents, y compris les quotidiens parisiens ou nationaux (Le Parisien + Aujourd'hui en France, 360 000 exemplaires ; Le Figaro, 320 000 exemplaires ; Le Monde, 292 000 exemplaires ; Sud Ouest, 256 000 exemplaires)[réf. souhaitée]...
Il imprime chaque jour quarante et une éditions, diffusées dans trois régions du Grand Ouest, la Bretagne, les Pays de la Loire et la Normandie, soit quatorze départements.
Le maillage ancre Ouest-France « si solidement et depuis si longtemps dans ses terres qu'il a fini par s'intégrer au paysage, comme les abers, les calvaires, les rivières, les côtes déchiquetées ou les landes venteuses ».
Avec 2,3 millions de lecteurs en 2022, Ouest-France est aussi le premier quotidien francophone au monde.
La diffusion totale d'Ouest-France s'établit officiellement comme suit, selon l'OJD, :
| Année            | 1996    | 1997    | 1998    | 1999    | 2000    | 2001    | 2002    | 2003    | 2004    | 2005    | 2006    | 2007    | 2008    | 2009    |
| ---------------- | ------- | ------- | ------- | ------- | ------- | ------- | ------- | ------- | ------- | ------- | ------- | ------- | ------- | ------- |
| Diffusion totale | 785 254 | 786 205 | 782 216 | 784 697 | 790 043 | 796 376 | 785 113 | 782 822 | 783 017 | 781 033 | 781 668 | 793 790 | 795 807 | 785 967 |

| Année            | 2010    | 2011    | 2012    | 2013    | 2014    | 2015    | 2016    | 2017    | 2018    | 2019    | 2020    | 2021    | 2022    | 2023    |
| ---------------- | ------- | ------- | ------- | ------- | ------- | ------- | ------- | ------- | ------- | ------- | ------- | ------- | ------- | ------- |
| Diffusion totale | 780 779 | 766 970 | 767 434 | 751 225 | 731 725 | 712 500 | 693 794 | 685 096 | 661 016 | 646 853 | 637 463 | 641 238 | 635 487 | 628 393 |

Ouest-France, comme le reste de la presse quotidienne, doit faire face à une baisse de ses ventes. En dix ans, il a connu ainsi une baisse régulière de sa diffusion papier, perdant entre 2009 et 2018 137 482 ventes, soit une baisse de 17,5 % (base OJD).

### Éditions locales
Les 41 éditions se répartissent sur trois régions (Pays de la Loire, Normandie, Bretagne) soit quatorze départements :
| Département      | Nombre d'éditions | Diffusion | Nom des éditions |
| ---------------- | ----------------- | --------- | --- |
| Calvados         | 3                 | 49 000    | Bayeux - Caen, Caen - Vire, Pays d'Auge - Baie de Seine                                                                                        |
| Côtes-d'Armor    | 6                 | 86 000    | Dinan, Guingamp, Lamballe, Lannion - Paimpol, Loudéac - Rostrenen, Saint-Brieuc                                                                |
| Eure             | 1                 | 3 000     | Normandie Eure (édition fermée en Octobre 2016)                                                                                                |
| Finistère        | 5                 | 43 000    | Centre-Finistère, Concarneau, Nord-Finistère, Quimper, Quimperlé                                                                               |
| Ille-et-Vilaine  | 9                 | 127 000   | Fougères, Redon, Rennes (ville), Rennes Est, Rennes Nord, Rennes Ouest, Rennes Sud, Saint-Malo, Vitré                                          |
| Loire-Atlantique | 7                 | 113 000   | Châteaubriant - Ancenis, La Baule-Escoublac - Guérande, Nantes (ville), Nord Loire, Sud-Loire - Vignoble, Pornic - Pays de Retz, Saint-Nazaire |
| Maine-et-Loire   | 2                 | 26 000    | Angers - Segré, Cholet |
| Manche           | 2                 | 33 000    | Avranches - Granville, Saint-Lô - Coutances - Cherbourg                                                                                        |
| Mayenne          | 1                 | 40 000    | Mayenne |
| Morbihan         | 5                 | 107 000   | Auray, Lorient, Ploërmel, Pontivy, Vannes |
| Orne             | 1                 | 21 000    | Orne. |
| Sarthe           | 2                 | 25 000    | Le Mans - Sarthe nord, Sarthe sud |
| Seine-Maritime   | (0)               | 3 000     | Normandie Seine-Maritime (édition fermée en octobre 2016)                                                                                      |
| Vendée           | 5                 | 77 000    | Challans - Saint-Gilles-Croix-de-Vie, Fontenay-le-Comte - Luçon, La Roche-sur-Yon, Les Herbiers - Montaigu, Les Sables-d'Olonne                |

## Ligne éditoriale

### Généralités
Les principes revendiqués par la devise du journal « Justice et Liberté », répondent à la trinité : humanisme, démocratie chrétienne et social-libéralisme.
François Régis Hutin, qui en a été le président entre 1984 et 2016, signe régulièrement à la une, notamment le samedi, des éditoriaux dans lesquels il affiche ses engagements en faveur de l'Union européenne libérale, de la liberté de l'enseignement et de la paix. Sa fille, Jeanne Emmanuelle Hutin, signe, elle, dans l'édition dominicale dimanche Ouest-France. François Régis Hutin met également son journal au service de son combat contre la peine de mort ou pour l'amélioration des conditions de vie dans les prisons. Il publie aussi régulièrement de grands reportages réalisés le plus souvent à l'étranger, dans des pays déshérités ou victimes de catastrophes. Il lance régulièrement des opérations humanitaires que gère l'association Ouest-France Solidarité, créée en 1981. Le quotidien défend également le principe de protection des sources d'information des journalistes[réf. nécessaire].
Selon l'universitaire Cégolène Frisque, la puissance du journal induit paradoxalement une certaine paralysie, « pour préserver sa santé financière en refusant de prendre le moindre risque tant vis-à-vis des lecteurs que des annonceurs et des partenaires institutionnels, et pour conforter son rôle d’acteur de la vie locale ». Le journal est ainsi critiqué pour son conformisme, l'existence de sujets tabous, et une possible confusion entre communication et information,. Le suivi de l'information locale est caractérisé « par une logique de faible distance, voire de soutien systématique aux pouvoirs locaux, de suivi et de mise en scène des manifestations institutionnelles ». En 2005, la préfecture de la région Bretagne passe ainsi commande de quatre articles au journal,.
La ligne éditoriale du journal s'infléchit dans les années 1990 : de démocrate-chrétienne, elle devient plus conservatrice, l'humanisme et le progressisme laissant place à un ralliement net aux thèses libérales. Un éditorial de Jeanne Emmanuelle Hutin en soutien à Nicolas Sarkozy en mars 2021 suscite une vive critique d'une partie de la rédaction.
Le quotidien est également critiqué par Arrêt sur images pour sa couverture des élections législatives françaises de 2022.

### Prises de position

#### Traité de Maastricht
Il joue un rôle de conviction pour l'adoption du traité de Maastricht par les électeurs de l'Ouest de la France au sujet de l'organisation d'un débat entre candidats dans le Calvados.

#### Réforme des retraites
Dans un communiqué du 25 octobre 2010 titré « Enrayer le déclin éditorial », le Syndicat national des journalistes d'Ouest-France déplore la ligne éditoriale du journal, qui prend systématiquement la défense de la réforme des retraites.

#### Mariage homosexuel
Dans son éditorial du 1er juillet 2012 signé par Jeanne-Emmanuelle Hutin, Ouest-France marque clairement son opposition à l'ouverture du mariage aux couples de même sexe. La fille du président superpose la crise économique mondiale à une crise morale : « Dans ce contexte de prise de conscience, il paraît inutile de s'arc-bouter sur des mesures symboliques qui auraient plus d'effets négatifs que positifs sur l’économie. » Un mois plus tard, son père, le PDG d'Ouest-France François Régis Hutin, signe un éditorial sur le même ton.